# カモルタ級コルベット
カモルタ級コルベット（英語: Kamorta-class corvette）は、インド海軍のコルベットの艦級。インド海軍での計画番号は28型。

## 来歴
インド海軍では、1983年から1985年にかけて25型コルベット（ククリ級）4隻を、また1990年から1994年にかけて小改正型の25A型（コーラ級）4隻を発注しており、1989年から2004年にかけて順次に就役した。しかしこれらは、いずれも艦対艦ミサイルを主兵装とするミサイル艦であり、ソナーも対潜兵器ももたないなど、対潜戦能力はほぼ完全に欠如していた。
このことから、2003年に発注された新しいコルベットは設計を一新し、外洋域での対潜戦および洋上警備・救難を主眼とするよう計画された。これによって建造されたのが本級である。

## 設計
設計は、海軍の設計総局（DGND）に設けられた水上艦グループ（SSG）とガーデン・リーチ造船所の設計チームの協同により行われた。船型は中央船楼型とされており、ステルス艦としての艦容もあって、イスラエル海軍のサール5型コルベットに似た印象となっている。またステルス性への配慮はレーダー反射断面積の削減だけにとどまらず、上記の経緯から対潜戦が重視されているため、磁気的シグネチャーや水中放射雑音の低減も進められている。また本級では、NBC（核·生物·化学）兵器に対する防御措置も講じられた。
主機関としてはCODAD方式が採用されており、SEMT ピルスティク12 PA6 STCディーゼルエンジン4基で可変ピッチ・プロペラ2軸を駆動する。

## 装備
インド海軍のコルベットとしては初の艦対空ミサイル装備として、バラク1個艦防空ミサイルを採用しており、8セルのVLSが2基搭載された。なおPDMSの搭載は、25A型の計画段階で検討されたものの断念されたものであった。また上記の経緯から対潜兵器も装備されており、タルワー級フリゲートやシヴァリク級フリゲートと同様にRBU-6000対潜ロケット発射機と長魚雷発射管が装備された。艦砲は25A型（コーラ級）の後期建造艦と同じくオート・メラーラ社製のスーパー・ラピッド砲であるが、ステルス艦化にあわせて、ステルス化されたシールドを備えている。
本級では航空運用能力も強化されており、25型および25A型がヘリコプター甲板しか持たないのに対して、艦載ヘリコプター1機を収納するハンガーが設けられた。
なお、従来のインド艦と同様に本級でも国産化が図られており、国産化率は約90%に達するとされる。

## 同型艦

### 一覧表
| #   | 艦名                     | 建造所                 | 起工            | 進水            | 就役            | 母港                 |
| --- | ------------------------ | ---------------------- | --------------- | --------------- | --------------- | -------------------- |
| P28 | カモルタ INS Kamorta     | ガーデン・リーチ造船所 | 2006年 11月20日 | 2010年 4月19日  | 2014年 8月23日  | ヴィシャーカパトナム |
| P29 | カドマット INS Kadmatt   | ガーデン・リーチ造船所 | 2007年 9月27日  | 2011年 10月24日 | 2016年 1月7日   | ヴィシャーカパトナム |
| P30 | キルタン INS Kiltan      | ガーデン・リーチ造船所 | 2010年 8月10日  | 2013年 3月26日  | 2017年 10月16日 | ヴィシャーカパトナム |
| P31 | カバラティ INS Kavaratti | ガーデン・リーチ造船所 | 2012年 1月20日  | 2015年 5月19日  | 2020年 10月22日 | ヴィシャーカパトナム |

### 運用史
「カドマット」は2023年12月、日本の海上自衛隊横須賀基地を訪問して、12月3日のインド海軍記念日を艦上で祝った。同7日には九州南方海上で日本の補給艦「とわだ」と合同訓練を実施した。